# Попов, Николай Александрович (режиссёр)
Николай Александрович Попов (1871—1949) — русский режиссёр, драматург, театральный деятель. Заслуженный режиссер Республики (1927).

## Биография
Родился в 1871 году в купеческой семье Поповых. Вопреки воле отца, желавшего видеть сына коммерсантом, он учился в Московском университете.
Сценическую деятельность начал в 1894 году в «Обществе искусства и литературы», где навсегда попал под обаяние К. С. Станиславского. В конце 1890-х гг. началась плодотворная работа Н. А. Попова в области народного театра. В 1896 году была напечатана его «Комедия о неправедном судье Шемяке, мужике богатом, мужике горбатом и о мужике убогом» (М.: тип. Вильде); в 1899 году он переделал для сцены сказку Ш. Перро «Кот в сапогах», в 1900 году — «Мальчик с пальчик».
В 1900—1907 гг. (с перерывами) руководил народным театром Василеостровского общества народных развлечений в Петербурге; в 1901—1910 гг. (с перерывом) руководил киевским театром Н. Н. Соловцова. В 1904—1906 гг. был режиссёром театра В. Ф. Комиссаржевской, где поставил пьесы: «Эльга» Г. Гауптмана, «Чайка» и «Дядя Ваня» А. П. Чехова, «Уриэль Акоста» К. Гуцкова. 
В 1907—1910 и 1929—1934 гг. — режиссер Малого театра; поставил: «Доходное место» А. Н. Островского, «Много шума из ничего» У. Шекспира. 
В 1919—1920 и 1926—1927 гг. — режиссер Большого театра. 
С момента возникновения ГАХН в 1921 году Попов был её действительным членом и членом редакционно-издательской коллегии.
Читал лекции в студии Камерного театра Таирова.
Н. А. Попов — автор пьес (сказка «Принцесса Золотой локон» (1916), «Всем сестрам по серьгам» – Саратовский театр, 1939, и др.), книг по вопросам народного театра и монографии «Станиславский и его значение для современного театра. (Опыт характеристики)» (СПб., 1909), он первым попытался оценить и охарактеризовать его роль в истории русского театра.

## Архив
В Российском государственном архиве литературы и искусства на хранении состоит крупный фонд Н.А. Попова, состоящий из 1942 единиц хранения за период со 2-й половины ХVII в. — 1948 г. Среди документов есть рукописи Попова, его записные книжки, материалы режиссёрской деятельности, переписки, фотографии (индивидуальные и в группах), афиши и программы московских, петербургских, провинциальных и заграничных театров (1845 – 1948), а также документы его жены Марии Андреевны Ведринской.